# Enduro

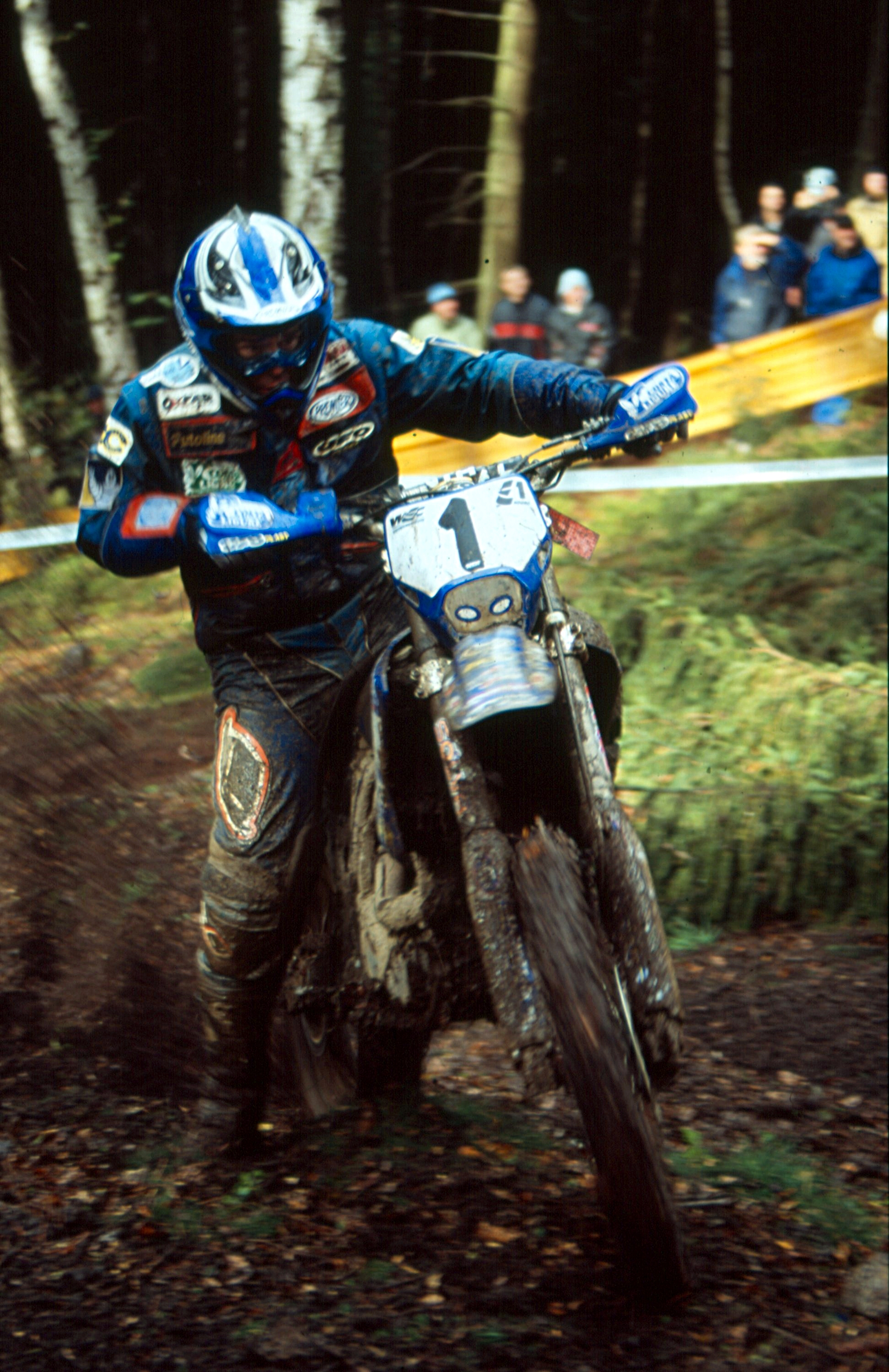
Stefan Merriman, mistrz World Enduro 2004 na motocyklu Yamaha

Enduro – rodzaj sportu motorowego polegający na pokonaniu trasy o nawierzchniach asfaltowych, jak i terenowych.
Trasa liczy zazwyczaj od 200 do 300 km. W czasie rajdu zawodnicy zaliczają poszczególne próby czasowe. W Polsce i w większości krajów są to próby: Cross, Enduro i SuperCross
W rajdach enduro ścigać się mogą motocykle o pojemnościach od 50 cm³ do pow. 500 cm³ podzielone na poszczególne klasy:
- E1 – motocykle 100 - 125 cm³ 2 takt lub 175 - 250 cm³ 4 takt
- E2 – motocykle 175 - 250 cm³ 2 takt lub 290 - 450 cm³ 4 takt
- E3 – motocykle pow. 290 - 500 cm³ 2 takt lub 475 - 650 cm³ 4 takt.

Największą imprezą Enduro jest tzw. „sześciodniówka”, czyli Mistrzostwa Świata Drużyn Narodowych w Enduro.
Motocykle enduro różnią się od motocykli motocrossowych, ponieważ są wyposażone w homologację. Muszą odpowiadać normom wynikającym z kodeksu drogowego, m.in. posiadać oświetlenie, homologowane opony, nie przekraczać norm hałasu i emisji spalin.